# Hermann Bondi
 Sir Hermann Bondi (1. listopadu 1919 – 10. září 2005)  byl britsko-rakouský matematik a kosmolog, nejvíce známý pro rozvoj teorie ustáleného stavu vesmíru, alternativě k teorii velkého třesku. Teorii s ním rozvinuli Thomas Gold a Fred Hoyle. Rovněž přispěl k obecné teorii relativity. 

## Mládí
Narodil se v Rakousku, jeho otec byl lékař. Ve Vídni vychodil reálné gymnázium. Brzy projevil schopnosti v matematice a byl Adolfem Fraenkelem doporučen Arthuru Eddingtonovi. Fraenkel byl v širší rodině jediný matematik a tak Bondiho matka zprostředkovala setkání, protože věděla, že může být pro jejího syna klíčové v budoucí kariéře. Eddington Bondiho povzbudil v cestě do Anglie a doporučil mu studium na Univerzitě v Cambridgi. Do Cambridge dorazil v roce 1937, čímž rovněž unikl vzrůstajícímu antisemitismu v Rakousku. Krátce před anšlusem Rakouska poslal Bondi telegram rodičům, aby uprchli, podařilo se jim odcestovat do Švýcarska, později se usadili v New Yorku.
V prvních letech druhé světové války byl internován na ostrově Man, který byl určen pro přátelské cizince z nepřátelských zemí. V internaci s ním pobýval i Thomas Gold a Max Perutz. Bondi a Gold byli v roce 1941 propuštěni, následně pracoval s Fredem Hoylem na vývoji radarů. Britským občanem se stal v roce 1946.

## Kariéra
Na univerzitě v Cambridgi přednášel matematiku od roku 1945 do roku 1954.
V roce 1948 formulovali Bondi, Gold a Hoyle teorii ustáleného stavu, která předpokládala, že vesmír existuje věčně a neustále rozšiřuje s tím jak vzniká nová hmota, takže průměrná hustota kosmu zůstává konstantní. Teorie byla ovšem zastíněna konkurenční teorií velkého třesku, když došlo k objevu reliktního záření.
Bondi byl jedním z prvních, kteří odhalili podstatu gravitační radiace, zavedl Bondiho radiační souřadnice, Bondiho k-kalkulus a představu Bondiho hmotnosti. Zpopularizoval argument lepkavého korálku, který původně údajně vymyslel Richard Feynman a který podporoval tvrzení, že gravitační záření má fyzikální smysl a orpavdu vyplývá z obecé teorie relativity, což je tvrzení, které až do roku 1955 nebylo zcela prokázáno. V roce 1947 zkoumal Lemaitrovu-Tolmanovu metriku , vymyslel sféricky symetrické řešení, nyní nazývané Lemaitreova-Tolmanova-Bondiho metrika. Přispěl rovněž k teorii narůstání hmoty hvězd nebo černých děr z oklaků plynu. V této oblasti spolupracoval s Raymondem Lyttletonem a jeho příspěvky se nazvají Bondiho akrece a Bondiho poloměr.
V roce 1954 se stal profesorem na King's College London, na pozici setrval do roku 1985, kdy odešel do důchodu. Dál ovšem na univerzitě působil jako emeritní profesor.

## Další činnost
Zastával i řadu neakademických pozic. V letech 1967 – 1971 byl ředitelem European Space Research Organisation, z níž se později stala Evropská kosmická agentura, od roku 1971 do roku 1977 byl hlavním vědeckým poradcem ministra obrany a následující tři roky zastával tutéž pozici na ministerstvu energetiky. Dále byl předsedou společnosti pro výzkum ve středním školství, předsedou hydrografické společnosti nebo předsedou rady pro životní prostředí.
Pro BBC udělal sérii pořadů s názvem E=mc2.

## Osobní život
Jeho rodiče byli židovského vyznání, ale on sám nikdy necítil potřebu náboženství a považoval se za humanistu. Od roku 1982 do roku 1999 byl prezidentem britské humanistické asociace. Byl jedním ze signatářů humanistického manifestu. 
Jeho manželkou byl christine Stockman, matematička a astronomka, která studovala u Hoyla a rovněž byla aktivní v humanistickém hnutí. Měli spolu dva syny a tři dcery.